# 올레나 크리비츠카
올레나 세르히이우나 크리비츠카(우크라이나어: Оле́на Сергіївна Крив́ицька, 1987년 2월 23일~)는 우크라이나의 펜싱 선수로 주 종목은 에페이다. 2012년 하계 올림픽에서 여자 에페 개인전과 단체전에 출전하였다. 개인전 64강에서 미국의 수지 스캔런을 이기고 32강에 올랐으나, 루마니아의 안카 머로이우에게 패하며 탈락하였다. 단체전에서는 3경기를 모두 패하며 8위로 마감하였다.